# 3,4-di-hidroxifenilacetamida
3,4-di-hidroxifenilacetamida, 3,4-di-hidroxibenzenoacetamida, 2-(3,4-di-hidroxifenil)acetamida ou 2-(3,4-di-hidroxifenil)etanamida é o composto orgânico com a fórmula C8H9NO3 e massa molecular 167,16. É classificado com o número CAS 1129-53-9, CBNumber CB1158906 e MOL File 1129-53-9.mol.